# Jacques Vergès
Pour les articles homonymes, voir Vergès.
Jacques Vergès, né le 20 avril 1924 au Laos, officiellement le 5 mars 1925 à Ubon Ratchathani, au Siam (actuelle Thaïlande), et mort le 15 août 2013 à Paris, est un avocat, militant politique et écrivain franco-algérien.
Après avoir été résistant, il devient célèbre en raison de ses convictions anticolonialistes et pour avoir été l'avocat de personnes ayant commis des crimes particulièrement graves, telles que le nazi Klaus Barbie, jugé à Lyon en 1987, ou le terroriste international Carlos.

## Biographie

### Enfance et adolescence
Fils du docteur Raymond Vergès, consul de France à Ubon Ratchathani (Siam) et de Pham Thi Khang, institutrice vietnamienne, Jacques Camille Raymond Vergès est le frère aîné (ou demi-frère) de l'homme politique Paul Vergès,. Un des biographes de Jacques Vergès, Bernard Violet, a révélé que son père aurait fait un faux en déclarant la naissance des deux frères le même jour (5 mars 1925) alors qu’ils avaient en réalité une année d’écart, Jacques Vergès étant sans doute né le 20 avril 1924, non au Siam comme son frère, mais au Laos ; Raymond Vergès aurait profité de sa position de consul pour réaliser un « vrai-faux » état civil, afin de cacher une relation adultère avec Pham Thi Khang, alors que sa première épouse Jeanne-Marie Daniel, avec qui il avait déjà deux enfants, était encore vivante (elle meurt en 1923). L'intéressé a toujours entretenu le mystère sur sa réelle date de naissance,.
Marié en 1950 avec Colette Desboeuf, fille d’un directeur de tissage à Roubaix, et qu’il avait rencontrée lors d’un meeting d’étudiants communistes, ils eurent ensemble un garçon, prénommé également Jacques, né le 18 février 1951, et qui devint journaliste reporter à RTL et délégué syndical dans cette radio. Jacques Vergès divorce de sa première femme en 1959. Il épouse Djamila Bouhired, militante du FLN, avec qui il aura deux enfants : Meriem, née en 1967 et Liess, en 1969.
Membres notables de la famille Vergès
|                            |                            |                            |                            | Raymond Vergès 1882 – 1957 |                            |  |  |                            |                            |                            |                            |                            |                            |  |  |  |  |                    |                    |                    |                    |                    |                    |  |  |  |  |  |  |  |  |
|                            |                            |                            |                            |                            |                            |  |  |                            |                            |                            |                            |                            |                            |  |  |  |  |                    |                    |                    |                    |                    |                    |  |  |  |  |  |  |  |  |
|                            |                            |                            |                            |                            |                            |  |  |                            |                            |                            |                            |                            |                            |  |  |  |  |                    |                    |                    |                    |                    |                    |  |  |  |  |  |  |  |  |
| Jacques Vergès 1924 – 2013 | Jacques Vergès 1924 – 2013 | Jacques Vergès 1924 – 2013 | Jacques Vergès 1924 – 2013 | Jacques Vergès 1924 – 2013 | Jacques Vergès 1924 – 2013 |  |  | Paul Vergès 1925 – 2016    | Paul Vergès 1925 – 2016    | Paul Vergès 1925 – 2016    | Paul Vergès 1925 – 2016    | Paul Vergès 1925 – 2016    | Paul Vergès 1925 – 2016    |  |  |  |  |                    |                    |                    |                    |                    |                    |  |  |  |  |  |  |  |  |
| Jacques Vergès 1924 – 2013 | Jacques Vergès 1924 – 2013 | Jacques Vergès 1924 – 2013 | Jacques Vergès 1924 – 2013 | Jacques Vergès 1924 – 2013 | Jacques Vergès 1924 – 2013 |  |  | Paul Vergès 1925 – 2016    | Paul Vergès 1925 – 2016    | Paul Vergès 1925 – 2016    | Paul Vergès 1925 – 2016    | Paul Vergès 1925 – 2016    | Paul Vergès 1925 – 2016    |  |  |  |  |                    |                    |                    |                    |                    |                    |  |  |  |  |  |  |  |  |
|                            |                            |                            |                            |                            |                            |  |  |                            |                            |                            |                            |                            |                            |  |  |  |  |                    |                    |                    |                    |                    |                    |  |  |  |  |  |  |  |  |
| Françoise Vergès 1952      | Françoise Vergès 1952      | Françoise Vergès 1952      | Françoise Vergès 1952      | Françoise Vergès 1952      | Françoise Vergès 1952      |  |  | Laurent Vergès 1955 – 1988 | Laurent Vergès 1955 – 1988 | Laurent Vergès 1955 – 1988 | Laurent Vergès 1955 – 1988 | Laurent Vergès 1955 – 1988 | Laurent Vergès 1955 – 1988 |  |  |  |  | Pierre Vergès 1958 | Pierre Vergès 1958 | Pierre Vergès 1958 | Pierre Vergès 1958 | Pierre Vergès 1958 | Pierre Vergès 1958 |  |  |  |  |  |  |  |  |

À compter de la mort de leur mère, survenue alors qu'il a trois ans en 1928 et jusqu'au retour de son père à La Réunion en 1932, il est élevé par sa tante paternelle avec son frère Paul,,. Durant cette période, il vit à La Réunion, où une partie de ses ancêtres sont établis depuis la fin du XVIIe siècle et effectue parfois depuis cette île quelques brefs séjours à Madagascar. La famille s'installe d'abord à Saint-Denis, puis à Hell-Bourg et enfin à Saint-André.
Il est sensibilisé très tôt à la politique : à l'âge de douze ans, il participe avec son frère à un grand défilé du Front populaire qui le marque, au Port. Sa jeunesse est en outre l'occasion de fréquenter de futurs dirigeants. Enfant, il a pour camarade de classe Monique Payet, fille de Roger Payet, président du Conseil général de 1949 à 1966 et future épouse de l'homme politique Pierre Lagourgue. Plus tard, il est scolarisé au lycée Leconte-de-Lisle, dans la même classe que Raymond Barre, à qui il dispute, sans succès, la place de premier.
Il obtient son baccalauréat à seize ans et sa première année de droit l'année suivante. Il quitte la Réunion à dix-sept ans et demi pour s'engager dans la Résistance, en 1942, puis passe en Angleterre, où il s'engage dans les Forces françaises libres (FFL), le 22 janvier 1943. Plusieurs fois médaillé, il se bat notamment en Italie puis en France, avec le rang de sous-officier. Il reste toujours profondément gaulliste et attaché à la personne du général de Gaulle : il est qualifié de « gaullo-communiste », idéologiquement.

### Engagement politique et formation
Arrivé à Paris, Jacques Vergès adhère, en 1945, au Parti communiste français (PCF). Le 25 mai 1946, Alexis de Villeneuve, qui se présente aux élections législatives sous l'étiquette MRP face à son père, Raymond Vergès, est assassiné d'un coup de revolver devant la cathédrale de Saint-Denis de La Réunion. L'arme utilisée appartient à Raymond Vergès. L'année suivante, Paul Vergès est condamné à cinq ans de prison avec sursis pour blessures mortelles sans intention de donner la mort. Les circonstances de cet assassinat ne sont pas élucidées ; l'hypothèse que Paul Vergès ait cherché à protéger son frère Jacques — qui serait le véritable assassin — circule, d'autant plus que celui-ci quitte La Réunion à la suite de cet épisode.
En 1950, Jacques Vergès est élu à Prague membre du bureau du Congrès de l'Union internationale des étudiants comme représentant de la Réunion et non de la France, ce qui lui vaut quelques remarques du PCF. En 1952, il devient secrétaire du mouvement, où, sous l'impulsion du soviétique Alexandre Chélépine, futur chef du KGB, il pousse les feux de l'anticolonialisme. Il reste sur place jusqu'en 1954. Il y obtient sa deuxième année de droit. De retour en métropole, il obtient sa troisième année en 1955. Il s'inscrit alors au barreau de Paris après avoir passé le CAPA. L'année suivante, il se présente au concours de la conférence du barreau de Paris, appelé aussi concours de la conférence du stage et devient premier secrétaire de la conférence (promotion 1956-1957), où il rencontre Edgar Faure et Gaston Monnerville, entre autres.

### Engagement pour l'indépendance de l'Algérie
Se qualifiant de « petit agitateur anticolonialiste au Quartier latin », il est à la tête de l'association des étudiants réunionnais, où il se lie d'amitié avec le Tunisien Mohamed Masmoudi et les futurs chefs khmers rouges Saloth Sâr (plus connu ensuite sous le nom de Pol Pot) et Khieu Samphân, dont il reconnait avoir « participé, dans un certain sens, à la politisation »,. Proche de la Fédération des étudiants d'Afrique noire en France, il y soutient, à l'occasion de son 5e congrès, en décembre 1954, dans un débat qui l'oppose au député sénégalais Senghor, l'unité et l'internationalisme dans la lutte pour l'indépendance plutôt que la création d'organes législatifs dans chaque colonie et remporte le soutien de l'association. Le jeune avocat demande au PCF et au PSU de s'occuper d'affaires en Algérie.
Il milite pour le Front de libération nationale (FLN) et défend leurs combattants, se voyant ainsi surnommé « Mansour » (« le victorieux »). Il est notamment l'avocat de l'emblématique Djamila Bouhired, militante du FLN capturée par les parachutistes français, torturée puis jugée et condamnée à mort pour attentat à la bombe durant la bataille d'Alger, notamment au Milk-Bar (cinq morts et soixante blessés, dont beaucoup de civils). Il écope d'un an de suspension pour indiscipline en 1961 et réchappe d'une tentative d'assassinat. Sa cliente devient pour quelques années son épouse et ils ont deux enfants : Meriem (née en 1967) et Liess (né en 1969) ; il se convertit également à l'islam, avant de retourner au catholicisme[réf. nécessaire]. Il quitte le PCF en 1957, jugeant le parti « trop tiède » sur la question algérienne.
À l'indépendance de l'Algérie, en 1962, Jacques Vergès s'installe à Alger, prend la nationalité algérienne et devient le chef de cabinet du ministre des Affaires étrangères. Il fonde alors avec Djamila Bouhired, sa femme, une revue tiers-mondiste financée par le FLN, Révolution africaine. Jacques Vergès rencontre Mao Zedong en mars 1963 et se rallie très rapidement aux thèses maoïstes. Il est alors destitué de ses fonctions et doit rentrer à Paris. Au mois de septembre, il crée une nouvelle revue, Révolution, qui est alors le premier journal maoïste publié en France. En 1965, la destitution du président Ben Bella permet à Jacques Vergès de rentrer en Algérie. Il met fin alors à la revue Révolution. Il est avocat à Alger jusqu'en 1970.

### Carrière d'avocat
Le premier dossier que Jacques Vergès a géré en tant qu'avocat concerne la Sonacotra. Il s'engage dans une « défense de rupture » (appelée aussi « stratégie de rupture »), plutôt que ce qu'il appelle la « défense de connivence », qui était classiquement plaidée : l'accusé se fait accusateur, considère que le juge n'a pas compétence ou que le tribunal n'a pas la légitimité, prend l'opinion à témoin. La défense de rupture se distingue également de la « présence offensive », développée par Bernard Ripert. Si cette méthode est peu efficace sur le plan judiciaire, elle participe à créer un courant de sympathie dans l'opinion : cela lui a notamment permis, lors de la guerre d'Algérie, d'éviter la peine de mort à plusieurs de ses clients, même s'ils écopent de lourdes peines. Concernant sa postérité, les nouveaux moyens de communication ont rendu la technique obsolète.
Depuis, au carrefour du politique et du judiciaire, Jacques Vergès a associé son nom à de nombreux procès médiatisés, notamment ceux des personnalités suivantes :
- Christian Poucet, président du CDCA européen
- Georges Ibrahim Abdallah
- Tarek Aziz
- Klaus Barbie, ancien chef de la section IV (Gestapo) surnommé « le boucher de Lyon »[22]
- L'ex-capitaine Paul Barril, dans l'affaire des écoutes de l'Élysée
- Le préfet Bernard Bonnet
- Djamila Bouhired (Algérienne condamnée à mort), qu'il épousa par la suite
- La famille de Robert Boulin (cf. affaire Robert Boulin)
- Simone Weber
- Carlos, terroriste
- Le général congolais Norbert Dabira[23]
- Le ministre ivoirien Mohamed Diawara
- L'inspecteur Jean-Marc Dufourg[24] avec l'affaire du pasteur Joseph Doucé,
- Djaffar el-Houari, membre présumé du Front islamique du salut[25]
- Les acteurs d'Action directe, dont Max Frérot
- Roger Garaudy
- Khieu Samphân qui sera l'un des trois dirigeants khmers rouges jugés pour leurs crimes[26]
- Magdalena Kopp, compagne de Carlos
- Anis Naccache
- La famille du juge François Renaud (assassiné en 1975)
- Les protagonistes de l'affaire du sang contaminé
- Camille Sudre
- Bara Tall, entrepreneur sénégalais[27]
- Omar Raddad en 1994
- Louise-Yvonne Casetta (ex-trésorière occulte du RPR)
- Jacques Médecin, ancien maire de Nice
- Slobodan Milošević (mais celui-ci avait fini par ne pas le choisir comme avocat devant le Tribunal Pénal International pour l'ex-Yougoslavie - TPIY)
- Trois chefs d'État africains (Omar Bongo, Idriss Déby, Denis Sassou-Nguesso), qui avaient porté plainte pour offense contre le journaliste François-Xavier Verschave en 2000. Les plaignants ont d'ailleurs perdu le procès.
- Moussa Traoré, ancien président malien
- Abdoulaye Wade, futur président sénégalais
- La défense du chef d'État irakien déchu Saddam Hussein lui avait été proposée, mais la proposition n'a pas abouti car il voyait poindre un conflit d'avocats.
- Charles Sobhraj
- Klaus Croissant, avocat
- La famille d'Ivan, enfant de douze ans, grièvement blessé lors d'une tentative d'interpellation de ses parents sans-papiers à Amiens en août 2007[28].
- Oscar Temaru, ancien président de la Polynésie française
- Cheyenne Brando, fille de l'acteur Marlon Brando
- Laurent Gbagbo[29]

Il déclare à plusieurs reprises que « plus l'accusation est lourde, plus le devoir de défendre est grand, comme un médecin doit soigner tout le monde » et se dit prêt à défendre des personnalités comme George W. Bush ou Ariel Sharon, à condition qu'ils plaident coupables (et ce alors qu'il défendit, par exemple, Klaus Barbie qui refusa obstinément de reconnaître ses crimes, refusant même d'assister à son procès). Il apparaît souvent mis en scène dans son bureau en bois de fer, véritable bric-à-brac décoré de nombreux objets africains et notamment de lithographies d'Antoine Louis Roussin. Il est par ailleurs collectionneur de jeux d'échecs.

### Disparition inexpliquée
De 1970 à 1978, Jacques Vergès disparaît. Il a toujours entretenu le mystère sur cette période.
Durant son absence, Djamila Bouhired obtient le divorce.
Aux journalistes qui lui demandaient s'il était au Liban, à Moscou ou s'il travaillait pour les Khmers rouges au Cambodge, il a répondu qu'il était « très à l'est de la France » et « avec des amis qui sont encore vivants, dont certains ont des responsabilités importantes ».

« Les événements, ajoute-t-il, que nous avons vécus ensemble sont connus. C'est notre rôle qui ne l'est pas ; non pas réellement le mien, qui fut modeste, mais le leur. Il ne m'appartient pas d'en parler,. »

Dans le documentaire L'Avocat de la terreur, de Barbet Schroeder, Jacques Vergès reconnaît avoir ponctuellement séjourné incognito à Paris pendant cette période. Le cinéaste retient également la thèse d'un problème financier personnel comme seule cause de sa disparition. Toujours est-il que, lorsqu'il reparaît à Paris en 1978, il dispose de moyens financiers importants, dont l'origine est inconnue. En 2017, le réalisateur affirme qu'il a séjourné avec le chef terroriste Wadie Haddad, en Palestine.

Dans une interview accordée au Point en mars 2013, Jacques Vergès déclare : 

« Un soir de mars, ma porte s'est ouverte et le vent m'a soufflé : « Pars ! » Et je suis parti pour des aventures qui ont duré neuf ans. […] J'étais un peu partout. Parti vivre de grandes aventures qui se sont soldées en désastre. Nombre de mes amis sont morts, et, pour les survivants, un pacte de silence me lie à eux. »

La même année, dans une longue interview au journal Sud Ouest, Jacques Vergès donne davantage de précisions : 

« J'étais un peu partout pendant ces années, en rapport avec le fils Bhutto, avec Camilo Torres, avec Salameh, l'auteur présumé des attentats des JO de Munich, qui me considérait comme un grand avocat et un ami. Je n'étais pas avec Pol Pot. »

Thierry Jean-Pierre, qui a écrit un livre sur les frères Vergès, argue d'une fuite en avant : « À l'époque, il est mal. Michel Debré veut sa peau, et le Mossad veut le tuer, car il défend des Palestiniens. Il part du jour au lendemain, en Asie, agent des services secrets chinois. Ils l'utilisent au Cambodge et au Viêt Nam[réf. à confirmer]. »
Robert Chaudenson estime, quant à lui, que « si les menaces qu'il craignait étaient venues, par exemple, du Mossad, comme certains l'ont supposé, on connaît assez le personnage pour savoir que, depuis bien longtemps, il l'aurait proclamé urbi et orbi, dans tous les médias dont il est si familier et si friand. »
Bernard Violet, l'un de ses biographes controversés, avance l'hypothèse d'une affaire de gros sous au Katanga (qui n'est cependant pas « très à l'est de la France »).
Roland Dumas, qui fut son ami, affirme que, vers la fin de sa vie, Jacques Vergès lui a confié être parti « en Chine », sans plus de précisions, toutes ces années-là.
Margie Sudre (ministre de la francophonie de 1995 à 1997) affirme avoir rencontré un diplomate qui lui a dit que Jacques Vergès était alors proche conseiller du gouvernement laotien. Les pratiques des communistes laotiens expliquant l'absence de documents.
Emmanuel Ludot, dit avoir rencontré quelqu'un qui connaissait quelqu'un qui savait que Vergès aurait passé « quelques mois sinon quelques années à Cuba puis en Amérique latine ».
Selon François Gibault, Jacques Vergès a détruit toutes les archives relatives à sa période de disparition.

### Reprise d'activité et mort

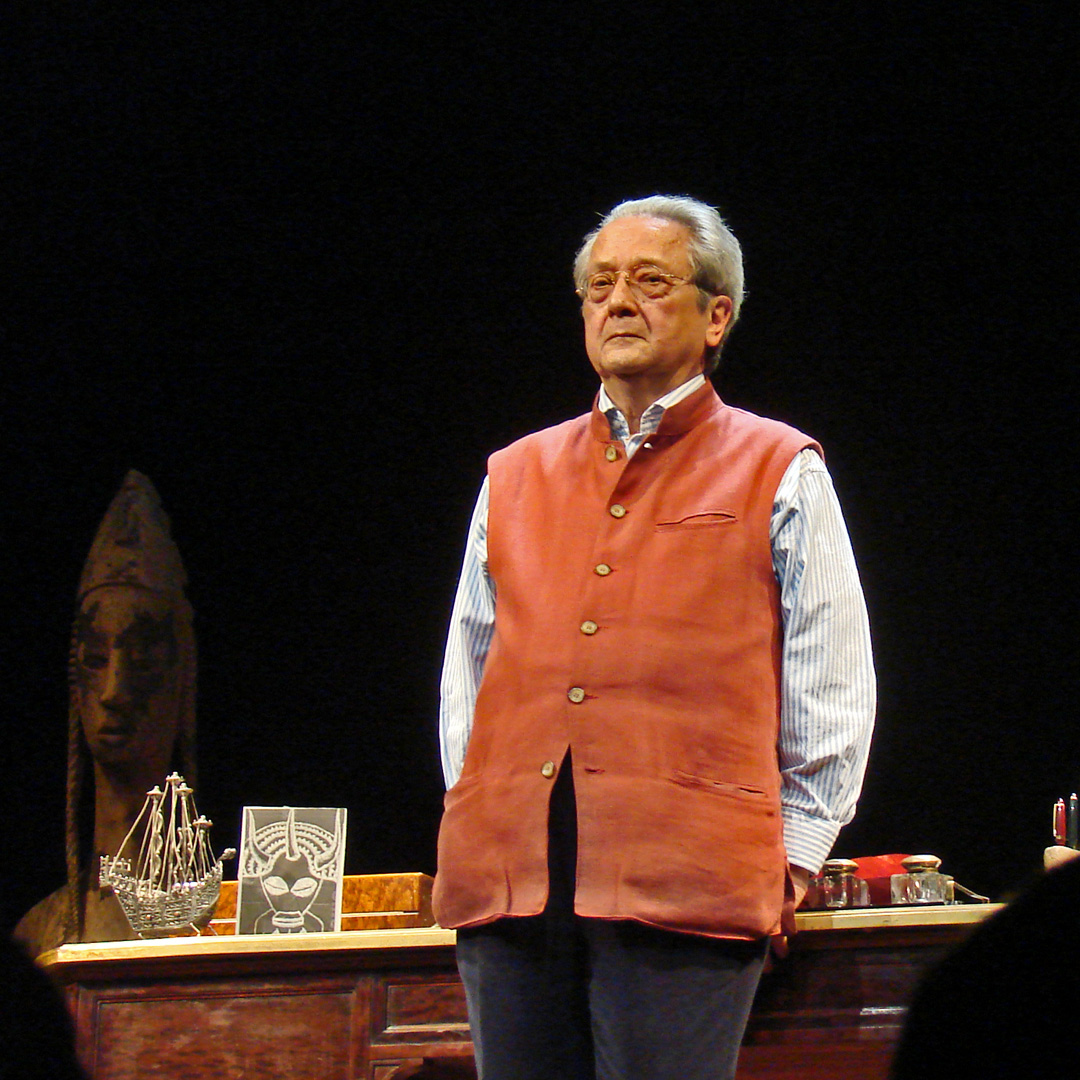
Jacques Vergès au théâtre de la Madeleine, à Paris, en 2008.

En 2002, il qualifie l'ancien dirigeant serbe Slobodan Milošević d'« extrêmement sympathique ». En janvier 2008, il apporte son soutien en personne à Tomislav Nikolić, dirigeant nationaliste du Parti radical serbe. La même année, il débute au théâtre, dans Serial Plaideur, au théâtre de la Madeleine, à Paris.
En décembre 2010, il se rend en Côte d'Ivoire, avec Roland Dumas, apporter son soutien à Laurent Gbagbo, dont il est l'avocat, à la suite de l'élection présidentielle et la reconnaissance d'Alassane Ouattara comme Président par la communauté internationale. Il est cependant écarté de la défense de l'ancien président et de son épouse, vraisemblablement pour avoir fait preuve de légèreté lors de son déplacement à Abidjan, le 6 mai 2011, pour assister à la première audition de Laurent Gbagbo. Il est refoulé à l'aéroport, son visa n'étant pas valable. Il aurait néanmoins touché 100 000 € avec Roland Dumas pour avoir assuré la défense politique de Laurent Gbagbo jusqu'à son arrestation, laquelle a compris la publication d'un livre, Crimes et fraudes en Côte d'Ivoire[source insuffisante].
En mai 2011, il se rend à Tripoli avec Roland Dumas et s'y porte volontaire pour soutenir une plainte des familles des « victimes des bombardements de l'OTAN » contre le président Nicolas Sarkozy, dont le pays participe aux opérations de la coalition internationale en Libye. Il y dénonce une « agression brutale contre un pays souverain », et affirme qu'il serait prêt à défendre le colonel Mouammar Kadhafi au cas où il serait jugé par la Cour pénale internationale.

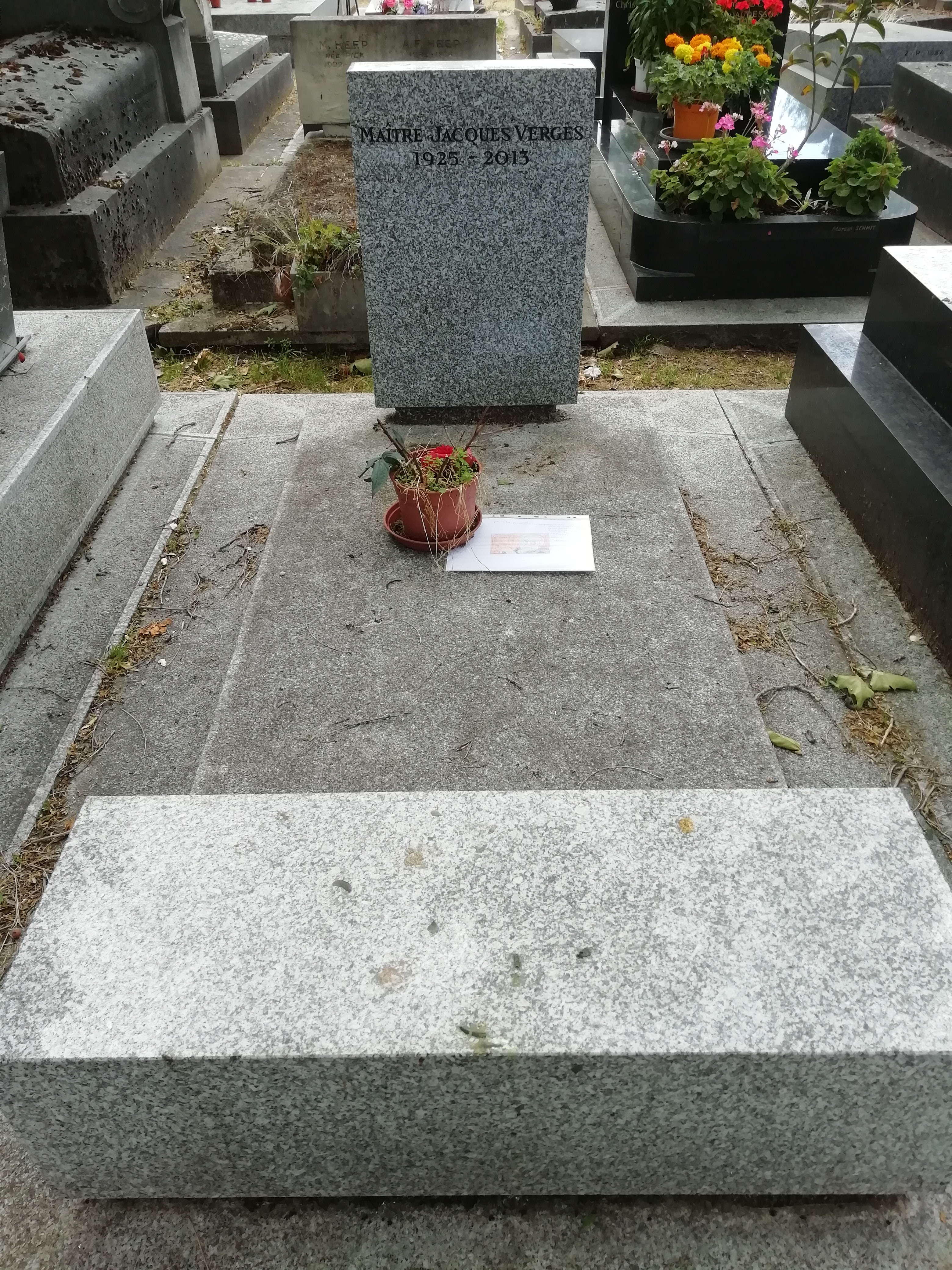
Tombe de Jacques Vergès au cimetière du Montparnasse (division 26).

Le 15 août 2013, alors hébergé chez sa compagne Marie-Christine de Solages (1950-2020) à l'hôtel de Villette, Jacques Vergès succombe à une crise cardiaque, dans la chambre même qui vit mourir Voltaire. Son état de santé s'était dégradé dans l'année après une chute, bien que son état intellectuel fût intact,.
Ses obsèques sont célébrées le 20 août 2013 en l'église Saint-Thomas-d'Aquin, par le père Alain de la Morandais, l'un de ses proches amis. Jacques Vergès est enterré au cimetière du Montparnasse, à la proximité immédiate du comédien Bruno Cremer.
Jacques Vergès envisageait de se marier avec sa dernière compagne, Marie-Christine de Solages,.
Vergès meurt ruiné, laissant derrière lui 600 000 euros de dettes diverses : notamment, il ne réglait plus ni ses loyers ni ses impôts. Son vieux compère Roland Dumas confirme : « À la fin, je lui prêtais de l'argent. Il en devait au fisc, à la Sécurité sociale. Il m'appelait pour me demander de l'aider ». Le montant de ses obsèques (20 000 euros) aurait été réglé par l'ordre des avocats de Paris. Les deux enfants de l'avocat, Meriem et Lies, renoncent à l'héritage.

## Publications
- Pour Djamila Bouhired, avec Georges Arnaud, Éditions de Minuit, 1957.
- Le droit et la colère, avec Michel Zavrian & Maurice Courrégé, Éditions de Minuit, Paris, coll. « Documents », 1960.
- Le crime de colonialisme. Colloque de Rome, 2, 3, 4, février 1962, in Revue Les Temps modernes (N°190), Gallimard, Paris, mars 1962.
- De la stratégie judiciaire, Éditions de Minuit, Paris, coll. « Documents », 1968.
- Pour les fidayine. La résistance palestinienne, Éditions de Minuit, Paris, coll. « Documents », Paris, 1969.
- Agenda, Paris, Simoen, 1979[57]
- Pour en finir avec Ponce Pilate, Le Pré aux clercs, 1er novembre 1983
- La Face cachée du procès Barbie. Compte-rendu des débats de Ligoure (avec Étienne Bloch), S. Tastet, coll. « Formule rompue », 1983
- Beauté du crime, Plon, Paris 1988
- Je défends Barbie (préface de Jean-Edern Hallier), Jean Picollec, Paris, coll. « Documents dossiers », 1988
- Le Salaud lumineux, Michel Lafon, 1er janvier 1990
- La Justice est un jeu, Éditions Albin Michel, 27 février 1992
- Lettre ouverte à des amis algériens devenus tortionnaires, Éditions Albin Michel, coll. « Lettre ouverte », 28 octobre 1993
- Mon Dieu pardonnez-leur, Michel Lafon, 1er novembre 1995
- Intelligence avec l'ennemi, Michel Lafon, 1er janvier 1996
- J'ai plus de souvenirs que si j'avais mille ans, Éditions 84, 6 mai 1999
- Nocturne. Poésie, Éditions Olbia, 16 mars 2001, 108 pp.  (ISBN 978-2719105368)
- Avocat du diable, avocat de Dieu (entretiens avec Alain de La Morandais), Paris : Presses de la Renaissance, 2000  (ISBN 978-2-85616787-8)
- Un procès de la barbarie à Brazzaville (coauteur avec Dior Diagne), Jean Picollec, 15 septembre 2000
- Noir silence, blancs mensonges, Jean Picollec, Paris, 2001
- Les Sanguinaires : sept affaires célèbres, J'ai lu, 26 février 2001
- Omar m'a tuer - histoire d'un crime, J'ai lu, 21 mars 2001
- L'Apartheid judiciaire, avec Pierre Marie Gallois, Éditions L'Âge d'Homme, Lausanne 2002
- Le Suicide de la France, Olbia, 16 mars 2002
- Dictionnaire amoureux de la justice, Plon, coll. « Dictionnaire amoureux », 24 octobre 2002
- Les Erreurs judiciaires, Presses universitaires de France - PUF, coll. « Que sais-je ? », 15 novembre 2002
- Justice pour le peuple serbe, L'Âge d'Homme, coll. « Collection Objections », 1er mars 2003
- La Démocratie à visage obscène : le vrai catéchisme de George W. Bush, La Table ronde, 7 octobre 2004
- Les Crimes d'État et comédie judiciaire, Plon, 25 mars 2004
- Passent les jours et passent les semaines : Journal de l'année 2003-2004, Plon, 10 février 2005
- Jacques Vergès, l'anticolonialiste (entretiens avec Philippe Karim Felissi), Paris : le Félin, coll. « Histoire et sociétés », 2005, 116 p.  (ISBN 2-86645-584-3)
- Malheur aux pauvres, Plon, 9 mars 2006  (ISBN 978-2259199223)
- Crimes contre l'humanité massacres en Côte d’Ivoire, Pharos, 276 p., avril 2006
- Que mes guerres étaient belles !, Éditions du Rocher, 5 avril 2007  (ISBN 978-2268060989)
- Journal : La passion de défendre, Éditions du Rocher, 17 avril 2008  (ISBN 978-2268065069)
- Justice et littérature, Presses universitaires de France, coll. « Questions judiciaires », 9 mars 2011  (ISBN 978-2130575382)
- « Crimes et fraudes » en Côte d'Ivoire, Édite, 2011  (ISBN 978-2-84608-306-5)
- Sarkozy sous BHL (avec Roland Dumas), Éditions Pierre-Guillaume de Roux, 2011, 128 p.
- De mon propre aveu, Éditions Pierre-Guillaume de Roux, 2013  (ISBN 978-2-36371-053-6)

Préfaces
- "Marc Dutroux, un pervers isolé ?", de Xavier Magnée, préface de Jacques Vergès, 2005.

## À l'écran
- Dans le film Carlos (2010) d'Olivier Assayas, le personnage de Jacques Vergès est interprété par Nicolas Briançon.
- Dans le film Omar m'a tuer (2011) de Roschdy Zem, le personnage de Jacques Vergès est interprété par Maurice Bénichou.

### Documentaires
- 2007 : L'Avocat de la terreur[58], documentaire de Barbet Schroeder, sorti en France le 6 juin 2007[note 4].
- 2008 : Jacques Vergès, moi, moi, moi, 52 minutes, réalisé par Simon Thisse, produit par France 5 et la Société européenne de production.

## Distinctions
- Commandeur de l'ordre du Mono (1982)[59]